# Заседа у Пестову
Заседа у Пестову била је напад који су извршиле српске полицијске јединице (МУП) с циљем елиминације оснивача ОВК, Захира Пајазитија и његових сабораца Едмонда Хоџе и Хакифа Зејнулахуа. Сви тројица су погинули.

## Напад
Дана 31. јануара 1997. године, командант ОВК Пајазити и његови сарадници Едмонд Хоџа и Хакиф Зејнулаху путовали су у истом аутомобилу ауто-путем од Приштине ка Митровици. У селу Пестово, припадници југословенске полиције су поставили заседу и отворили ватру на возило, убивши сво троје.

## Последице и наслеђе
Аутомобил у којем су убијени чува се као артефакт у дворишту прве војне базе ОВК, у селу Подујево. Године 2008, председник Косова Фатмир Сејдиу прогласио је Пајазитија за хероја Косова. У његову част, подигнут је споменик на Булевару Мајке Терезе у Приштини.